# Battle: Los Angeles
Battle: Los Angeles eller World Invasion: Battle Los Angeles är en amerikansk science-fiction film  med en svag anknytning till en verklig händelse 1942, som blev kallad Slaget om Los Angeles. Filmen regisserades av Jonathan Liebesman och hade biopremiär i USA den 11 mars 2011.

## Intrig
Den 11 augusti 2011 kallas marinkåren att ingripa i Los Angeles, till en början mot vad som verkade vara ett enkelt meteorregn som föll i havet nära stora kuststäder runt runt om i världen. Det visar sig dock snart att de faktiskt kommer att ställas inför andra krafter: invasion och kolonisering av välorganiserade utomjordingar, vars syfte är att lägga beslag på vår planet jordens vattenresurser. Under trycket av utomjordingarnas avancerade teknik (intensiv användning av UCAVs ), börjar den amerikanska militären gradvis dra sig tillbaka och lämna staden efter hot om total förintelse. En pluton marinsoldater under befäl av Sergeant Michael Nantz, en veteran, har det delikata uppdraget att rädda en grupp strandsatta civila i en krigszon. Under arbetet händer det att Sergeant Nantz upptäcker hur de främmande missilerna kan störas ut. På så sätt går det att rensa luftrummet, som då äntligen bli fritt från främmande drönare, så att kampen för att återerövra staden kan börja.
Påminner om spelet "half life"

## Huvudroller
- Aaron Eckhart: Michael Nantz
- Michelle Rodriguez: Elena Santos
- Will Rothhaar: Lee Imlay
- Bridget Moynahan: Michele Martinez
- Jim Parrack: Peter Kerns
- Adetokumboh M'Cormack: Jilbril Adukwu
- Nzinga Blake: Harmonie Adukwu
- Michael Peña: Joe Rincon
- Lucas Till: Scott Grayston
- Ne-Yo: Kevin Harris
- James Hiroyuki Liao: Steven Mottola
- Joey King: Kirsten

### Fotnoter
1. 1 2  Battle: Los Angeles (2011) (på engelska), The New York Times, 10 mars 2011, läs online, läst: 7 april 2016.[källa från Wikidata]
2. 1 2 3  Internet Movie Database, läs online, läst: 7 april 2016.[källa från Wikidata]
3. 1 2  JeanDavid Blanc, AlloCiné, läs online, läst: 7 april 2016.[källa från Wikidata]
4. ↑  Kinomaniak.pl, läs online, läst: 7 april 2016.[källa från Wikidata]
5. ↑  British Board of Film Classification, läs online, läst: 7 april 2016.[källa från Wikidata]
6. ↑  ”Production Designer”, Peter Wenham - IMDb (på amerikansk engelska), läs online, läst: 15 maj 2025.[källa från Wikidata]
7. 1 2 3  Box Office Mojo, läs online.[källa från Wikidata]
8. ↑  Internet Movie Database, läs online, läst: 20 augusti 2016.[källa från Wikidata]
9. ↑  Svensk Filmdatabas, Svenska Filminstitutet, läs online.[källa från Wikidata]
10. ↑  ”Battle: Los Angeles” (på engelska). Box Office Mojo. 11 mars 2011. http://www.boxofficemojo.com/movies/?id=battlelosangeles.htm. Läst 23 oktober 2016.